# ウィグナーのD行列
ウィグナーのD行列（ウィグナーのDぎょうれつ、英: Wigner D-matrix）は、SU(2)およびSO(3)の既約表現におけるユニタリ行列である。D行列の複素共役は球対称な剛体回転子のハミルトニアンの固有関数である。1927年にユージン・ウィグナーにより導入された。Dは「表現、表示」を意味するドイツ語: Darstellungの頭文字からとられている。

## 定義
Jx, Jy, JzをSU(2)およびSO(3)のリー代数の生成子とする。量子力学において、これらの3つの演算子は角運動量演算子のベクトル成分である。たとえば、原子内における電子の軌道角運動量、電子のスピン角運動量、剛体回転子の角運動量として現われる。
これら全ての場合において、上の3演算子は次の交換関係を満たす。
{\displaystyle [J_{x},J_{y}]=iJ_{z},\quad [J_{z},J_{x}]=iJ_{y},\quad [J_{y},J_{z}]=iJ_{x}}
ここで、iは虚数単位であり、ディラック定数ħは1とした。カシミール演算子
{\displaystyle J^{2}=J_{x}^{2}+J_{y}^{2}+J_{z}^{2}}
はこれらすべてのリー代数生成子と交換する。したがって、Jzと同時に対角化することができる。
ここから球面基底、すなわち次を満たすケットからなる完全系を定義することができる。
{\displaystyle J^{2}|jm\rangle =j(j+1)|jm\rangle ,\quad J_{z}|jm\rangle =m|jm\rangle }
ここで、SU(2)の場合 j = 0, 1/2, 1, 3/2, 2, ...、SO(3) の場合j = 0, 1, 2, ...であり、どちらの場合でも m = −j, −j + 1, ..., jである。
3次元回転演算子を以下のように書くこととする。
{\displaystyle {\mathcal {R}}(\alpha ,\beta ,\gamma )=e^{-i\alpha J_{z}}e^{-i\beta J_{y}}e^{-i\gamma J_{z}}}
ここで、 α, β,  γはオイラー角である（zyz規約、右手系、右ねじの法則、active interpretationを採用する）。
ウィグナーのD行列はこの球面基底上で回転演算子を表現する2j + 1次元ユニタリ正方行列であり、以下の行列要素を持つ。
{\displaystyle D_{m'm}^{j}(\alpha ,\beta ,\gamma )\equiv \langle jm'|{\mathcal {R}}(\alpha ,\beta ,\gamma )|jm\rangle =e^{-im'\alpha }d_{m'm}^{j}(\beta )e^{-im\gamma }}
ここで、
{\displaystyle d_{m'm}^{j}(\beta )=\langle jm'|e^{-i\beta J_{y}}|jm\rangle =D_{m'm}^{j}(0,\beta ,0)}
はウィグナーの（小文字）d行列の行列要素である。
したがって、この基底では
{\displaystyle D_{m'm}^{j}(\alpha ,0,0)=e^{-im'\alpha }\delta _{m'm}}
は対角行列で、γ要素についても同様だが、β要素については対角行列でない。

## ウィグナーの（小文字）d行列
ウィグナーは次の式を与えた。
{\displaystyle d_{m'm}^{j}(\beta )=[(j+m')!(j-m')!(j+m)!(j-m)!]^{\frac {1}{2}}\sum _{s=s_{\mathrm {min} }}^{s_{\mathrm {max} }}\left[{\frac {(-1)^{m'-m+s}\left(\cos {\frac {\beta }{2}}\right)^{2j+m-m'-2s}\left(\sin {\frac {\beta }{2}}\right)^{m'-m+2s}}{(j+m-s)!s!(m'-m+s)!(j-m'-s)!}}\right]}
sは、分母の階乗が非負になるような範囲、すなわち {\displaystyle s_{\mathrm {min} }=\mathrm {max} (0,m-m')} から {\displaystyle s_{\mathrm {max} }=\mathrm {min} (j+m,j-m')} までの総和をとる。
注：ここで定義されるd行列の行列要素は実数である。よく使われるz-x-z規約のオイラー角では、上式における係数{\displaystyle (-1)^{m'-m+s}}は{\displaystyle (-1)^{s}i^{m-m'}}と置き換わり、半数が純虚数となる。d行列の要素の実数性は量子力学的応用上好ましく、ここでz-y-z規約を採用した理由の一つである。
d行列の要素はa, bを非負としてヤコビ多項式{\displaystyle P_{k}^{(a,b)}(\cos \beta )}と関連づけることができる。
{\displaystyle k=\min(j+m,j-m,j+m',j-m')}
とし、
{\displaystyle k={\begin{cases}j+m:&a=m'-m;\quad \lambda =m'-m\\j-m:&a=m-m';\quad \lambda =0\\j+m':&a=m-m';\quad \lambda =0\\j-m':&a=m'-m;\quad \lambda =m'-m\\\end{cases}}}
{\displaystyle b=2j-2k-a}かつ{\displaystyle a,b\geq 0}とすると、次の式がなりたつ。
{\displaystyle d_{m'm}^{j}(\beta )=(-1)^{\lambda }{\binom {2j-k}{k+a}}^{\frac {1}{2}}{\binom {k+b}{b}}^{-{\frac {1}{2}}}\left(\sin {\frac {\beta }{2}}\right)^{a}\left(\cos {\frac {\beta }{2}}\right)^{b}P_{k}^{(a,b)}(\cos \beta )}

## ウィグナーのD行列の性質
D行列の複素共役が満たすさまざまな性質を簡潔にあらわすため、次の演算子{\displaystyle (x,y,z)=(1,2,3)}を導入する。
{\displaystyle {\begin{aligned}{\hat {\mathcal {J}}}_{1}&=i\left(\cos \alpha \cot \beta {\frac {\partial }{\partial \alpha }}+\sin \alpha {\partial  \over \partial \beta }-{\cos \alpha  \over \sin \beta }{\partial  \over \partial \gamma }\right)\\{\hat {\mathcal {J}}}_{2}&=i\left(\sin \alpha \cot \beta {\partial  \over \partial \alpha }-\cos \alpha {\partial  \over \partial \beta }-{\sin \alpha  \over \sin \beta }{\partial  \over \partial \gamma }\right)\\{\hat {\mathcal {J}}}_{3}&=-i{\partial  \over \partial \alpha }\end{aligned}}}
これらは量子力学的には空間に固定した剛体回転子の角運動量演算子を意味する。
さらに、次のような演算子を定義する。
{\displaystyle {\begin{aligned}{\hat {\mathcal {P}}}_{1}&=i\left({\cos \gamma  \over \sin \beta }{\partial  \over \partial \alpha }-\sin \gamma {\partial  \over \partial \beta }-\cot \beta \cos \gamma {\partial  \over \partial \gamma }\right)\\{\hat {\mathcal {P}}}_{2}&=i\left(-{\sin \gamma  \over \sin \beta }{\partial  \over \partial \alpha }-\cos \gamma {\partial  \over \partial \beta }+\cot \beta \sin \gamma {\partial  \over \partial \gamma }\right)\\{\hat {\mathcal {P}}}_{3}&=-i{\partial  \over \partial \gamma }\end{aligned}}}
これは量子力学的には物体に固定した剛体回転子の角運動量演算子を意味する。
これらの演算子は次の交換関係および巡回的に添字を入れ換えた相当する交換関係を満たす。
{\displaystyle \left[{\mathcal {J}}_{1},{\mathcal {J}}_{2}\right]=i{\mathcal {J}}_{3},\quad \left[{\mathcal {P}}_{1},{\mathcal {P}}_{2}\right]=-i{\mathcal {P}}_{3}}
{\displaystyle {\mathcal {P}}_{i}} は anomalous commutation relations（右辺にマイナス符号がつく）を満たしている。
これら二つの組は相互に交換する。
{\displaystyle \left[{\mathcal {P}}_{i},{\mathcal {J}}_{j}\right]=0,\quad i,j=1,2,3,}
また、それぞれの二乗和は一致する。
{\displaystyle {\mathcal {J}}^{2}\equiv {\mathcal {J}}_{1}^{2}+{\mathcal {J}}_{2}^{2}+{\mathcal {J}}_{3}^{2}={\mathcal {P}}^{2}\equiv {\mathcal {P}}_{1}^{2}+{\mathcal {P}}_{2}^{2}+{\mathcal {P}}_{3}^{2}}
これを陽に書き下すと以下のようになる。
{\displaystyle {\mathcal {J}}^{2}={\mathcal {P}}^{2}=-{\frac {1}{\sin ^{2}\beta }}\left({\frac {\partial ^{2}}{\partial \alpha ^{2}}}+{\frac {\partial ^{2}}{\partial \gamma ^{2}}}-2\cos \beta {\frac {\partial ^{2}}{\partial \alpha \partial \gamma }}\right)-{\frac {\partial ^{2}}{\partial \beta ^{2}}}-\cot \beta {\frac {\partial }{\partial \beta }}}
演算子 {\displaystyle {\mathcal {J}}_{i}} はD行列の最初の添字（行）に作用する。
{\displaystyle {\begin{aligned}{\mathcal {J}}_{3}D_{m'm}^{j}(\alpha ,\beta ,\gamma )^{*}&=m'D_{m'm}^{j}(\alpha ,\beta ,\gamma )^{*}\\({\mathcal {J}}_{1}\pm i{\mathcal {J}}_{2})D_{m'm}^{j}(\alpha ,\beta ,\gamma )^{*}&={\sqrt {j(j+1)-m'(m'\pm 1)}}D_{m'\pm 1,m}^{j}(\alpha ,\beta ,\gamma )^{*}\end{aligned}}}
演算子{\displaystyle {\mathcal {P}}_{i}} は行列の2番目の添字（列）に作用する。
{\displaystyle {\mathcal {P}}_{3}D_{m'm}^{j}(\alpha ,\beta ,\gamma )^{*}=mD_{m'm}^{j}(\alpha ,\beta ,\gamma )^{*}}
また、{\displaystyle {\mathcal {P}}_{i}}の満たすanomalous commutation relationのため、昇降演算子は次のように通常とは符号を反転させたかたちで定義される。
{\displaystyle ({\mathcal {P}}_{1}\mp i{\mathcal {P}}_{2})D_{m'm}^{j}(\alpha ,\beta ,\gamma )^{*}={\sqrt {j(j+1)-m(m\pm 1)}}D_{m',m\pm 1}^{j}(\alpha ,\beta ,\gamma )^{*}}
さらに、以下がなりたつ。
{\displaystyle {\mathcal {J}}^{2}D_{m'm}^{j}(\alpha ,\beta ,\gamma )^{*}={\mathcal {P}}^{2}D_{m'm}^{j}(\alpha ,\beta ,\gamma )^{*}=j(j+1)D_{m'm}^{j}(\alpha ,\beta ,\gamma )^{*}}
したがって、ウィグナーのD行列（の複素共役）の行と列は{\displaystyle \{{\mathcal {J}}_{i}\}}および{\displaystyle \{-{\mathcal {P}}_{i}\}}が生成する同型リー代数の既約表現を張る。
{\displaystyle {\mathcal {R}}(\alpha ,\beta ,\gamma )}と時間反転演算子との交換関係から帰結する、ウィグナーのD行列の重要な性質として、以下がなりたつ。
{\displaystyle \langle jm'|{\mathcal {R}}(\alpha ,\beta ,\gamma )|jm\rangle =\langle jm'|T^{\dagger }{\mathcal {R}}(\alpha ,\beta ,\gamma )T|jm\rangle =(-1)^{m'-m}\langle j,-m'|{\mathcal {R}}(\alpha ,\beta ,\gamma )|j,-m\rangle ^{*}}
もしくは
{\displaystyle D_{m'm}^{j}(\alpha ,\beta ,\gamma )=(-1)^{m'-m}D_{-m',-m}^{j}(\alpha ,\beta ,\gamma )^{*}}
ここで、Tが反ユニタリ演算子であること（したがってT†をケットからブラに移す際に複素共役が出る）、{\displaystyle T|jm\rangle =(-1)^{j-m}|j,-m\rangle }、{\displaystyle (-1)^{2j-m'-m}=(-1)^{m'-m}}を用いた。
さらに、対称性から以下がいえる。
{\displaystyle (-1)^{m'-m}D_{mm'}^{j}(\alpha ,\beta ,\gamma )=D_{m'm}^{j}(\gamma ,\beta ,\alpha )}

## 直交関係
ウィグナーのD行列の要素{\displaystyle D_{mk}^{j}(\alpha ,\beta ,\gamma )}は、オイラー角α, β,  γの直交関数群を成す。
{\displaystyle \int _{0}^{2\pi }d\alpha \int _{0}^{\pi }d\beta \sin \beta \int _{0}^{2\pi }d\gamma \,\,D_{m'k'}^{j'}(\alpha ,\beta ,\gamma )^{\ast }D_{mk}^{j}(\alpha ,\beta ,\gamma )={\frac {8\pi ^{2}}{2j+1}}\delta _{m'm}\delta _{k'k}\delta _{j'j}}
これはシューアの直交関係の特殊例である。
ピーター・ワイルの定理により、これらは完全系を成すことが重要である。
{\displaystyle D_{mk}^{j}(\alpha ,\beta ,\gamma )}がある球面基底{\displaystyle |lm\rangle }を別の球面基底{\displaystyle {\mathcal {R}}(\alpha ,\beta ,\gamma )|lm\rangle }に移すユニタリ変換であることをあらわす、次の関係式が成り立つ。
{\displaystyle \sum _{k}D_{m'k}^{j}(\alpha ,\beta ,\gamma )^{*}D_{mk}^{j}(\alpha ,\beta ,\gamma )=\delta _{m,m'},}
{\displaystyle \sum _{k}D_{km'}^{j}(\alpha ,\beta ,\gamma )^{*}D_{km}^{j}(\alpha ,\beta ,\gamma )=\delta _{m,m'}}
SU(2)の指標は回転角βのみに依存する類関数であることから、回転軸に依存せず次式がなりたつ。
{\displaystyle \chi ^{j}(\beta )\equiv \sum _{m}D_{mm}^{j}(\beta )=\sum _{m}d_{mm}^{j}(\beta )={\frac {\sin \left({\frac {(2j+1)\beta }{2}}\right)}{\sin \left({\frac {\beta }{2}}\right)}}}
このため、群のハール測度を通じてより単純な以下の直交関係がなりたつ。
{\displaystyle {\frac {1}{\pi }}\int _{0}^{2\pi }d\beta \sin ^{2}\left({\frac {\beta }{2}}\right)\chi ^{j}(\beta )\chi ^{j'}(\beta )=\delta _{j'j}}
また、以下の完全性関係式もなりたつ。
{\displaystyle \sum _{j}\chi ^{j}(\beta )\chi ^{j}(\beta ')=\delta (\beta -\beta ')}
したがって、β′ = 0 のとき以下がなりたつ。
{\displaystyle \sum _{j}\chi ^{j}(\beta )(2j+1)=\delta (\beta )}

## ウィグナーのD行列のクロネッカー積とクレブシュ–ゴルダン係数
クロネッカー積行列の集合、
{\displaystyle \mathbf {D} ^{j}(\alpha ,\beta ,\gamma )\otimes \mathbf {D} ^{j'}(\alpha ,\beta ,\gamma )}
はSO(3)群およびSU(2)群の可約行列表現を与える。既約成分への簡約化は以下の式により行われる。
{\displaystyle D_{mk}^{j}(\alpha ,\beta ,\gamma )D_{m'k'}^{j'}(\alpha ,\beta ,\gamma )=\sum _{J=|j-j'|}^{j+j'}\langle jmj'm'|J\left(m+m'\right)\rangle \langle jkj'k'|J\left(k+k'\right)\rangle D_{\left(m+m'\right)\left(k+k'\right)}^{J}(\alpha ,\beta ,\gamma )}
記号{\displaystyle \langle j_{1}m_{1}j_{2}m_{2}|j_{3}m_{3}\rangle }はクレブシュ–ゴルダン係数である。

## 球面調和関数およびルジャンドル多項式との関係
整数lに対し、D行列の2番目の添字を0とした要素は、コンドン–ショートレーの位相則を用い、正規化された球面調和関数およびルジャンドル陪多項式に比例する。
{\displaystyle D_{m0}^{\ell }(\alpha ,\beta ,\gamma )={\sqrt {\frac {4\pi }{2\ell +1}}}Y_{\ell }^{m*}(\beta ,\alpha )={\sqrt {\frac {(\ell -m)!}{(\ell +m)!}}}\,P_{\ell }^{m}(\cos {\beta })\,e^{-im\alpha }}
したがって、d行列について以下の関係式がなりたつ。
{\displaystyle d_{m0}^{\ell }(\beta )={\sqrt {\frac {(\ell -m)!}{(\ell +m)!}}}\,P_{\ell }^{m}(\cos {\beta })}
このため、球面調和関数の回転 {\displaystyle \langle \theta ,\phi |\ell m'\rangle } は実質二つの回転の合成となる。
{\displaystyle \sum _{m'=-\ell }^{\ell }Y_{\ell }^{m'}(\theta ,\phi )~D_{m'~m}^{\ell }(\alpha ,\beta ,\gamma )}
両方の添字をゼロとしたとき、ウィグナーのD行列の要素はルジャンドル多項式となる。
{\displaystyle D_{0,0}^{\ell }(\alpha ,\beta ,\gamma )=d_{0,0}^{\ell }(\beta )=P_{\ell }(\cos \beta )}
本項で用いたオイラー角の規約では、αはlongitudinal angle、βはcolatitudinal angle（球面極座標系における極角）である。これが分子物理学においてz-y-z規約がよく用いられる理由の一つである。ウィグナーのD行列の時間反転特性からただちに次がいえる。
{\displaystyle \left(Y_{\ell }^{m}\right)^{*}=(-1)^{m}Y_{\ell }^{-m}}
スピン加重球面調和関数との間には、より一般化された関係式がなりたつ。
{\displaystyle D_{ms}^{\ell }(\alpha ,\beta ,-\gamma )=(-1)^{s}{\sqrt {\frac {4\pi }{2{\ell }+1}}}{}_{s}Y_{\ell }^{m}(\beta ,\alpha )e^{is\gamma }}

## ベッセル関数との関係
{\displaystyle \ell \gg m,m^{\prime }}なる極限の下では、以下がなりたつ。
{\displaystyle D_{mm'}^{\ell }(\alpha ,\beta ,\gamma )\approx e^{-im\alpha -im'\gamma }J_{m-m'}(\ell \beta )}
ここで、{\displaystyle J_{m-m'}(\ell \beta )}はベッセル関数であり、 {\displaystyle \ell \beta }は有限とする。

## d行列の要素の一覧
ウィグナーらによる符号規約を用いると、j = 1/2, 1, 3/2,  2におけるd行列の要素{\displaystyle d_{m'm}^{j}(\theta )}は以下のように与えられる。
j = 1/2の場合、
{\displaystyle {\begin{aligned}d_{{\frac {1}{2}},{\frac {1}{2}}}^{\frac {1}{2}}&=\cos {\frac {\theta }{2}}\\[6pt]d_{{\frac {1}{2}},-{\frac {1}{2}}}^{\frac {1}{2}}&=-\sin {\frac {\theta }{2}}\end{aligned}}}
j = 1の場合、
{\displaystyle {\begin{aligned}d_{1,1}^{1}&={\frac {1}{2}}(1+\cos \theta )\\[6pt]d_{1,0}^{1}&=-{\frac {1}{\sqrt {2}}}\sin \theta \\[6pt]d_{1,-1}^{1}&={\frac {1}{2}}(1-\cos \theta )\\[6pt]d_{0,0}^{1}&=\cos \theta \end{aligned}}}
j = 3/2の場合、
{\displaystyle {\begin{aligned}d_{{\frac {3}{2}},{\frac {3}{2}}}^{\frac {3}{2}}&={\frac {1}{2}}(1+\cos \theta )\cos {\frac {\theta }{2}}\\[6pt]d_{{\frac {3}{2}},{\frac {1}{2}}}^{\frac {3}{2}}&=-{\frac {\sqrt {3}}{2}}(1+\cos \theta )\sin {\frac {\theta }{2}}\\[6pt]d_{{\frac {3}{2}},-{\frac {1}{2}}}^{\frac {3}{2}}&={\frac {\sqrt {3}}{2}}(1-\cos \theta )\cos {\frac {\theta }{2}}\\[6pt]d_{{\frac {3}{2}},-{\frac {3}{2}}}^{\frac {3}{2}}&=-{\frac {1}{2}}(1-\cos \theta )\sin {\frac {\theta }{2}}\\[6pt]d_{{\frac {1}{2}},{\frac {1}{2}}}^{\frac {3}{2}}&={\frac {1}{2}}(3\cos \theta -1)\cos {\frac {\theta }{2}}\\[6pt]d_{{\frac {1}{2}},-{\frac {1}{2}}}^{\frac {3}{2}}&=-{\frac {1}{2}}(3\cos \theta +1)\sin {\frac {\theta }{2}}\end{aligned}}}
j = 2の場合、
{\displaystyle {\begin{aligned}d_{2,2}^{2}&={\frac {1}{4}}\left(1+\cos \theta \right)^{2}\\[6pt]d_{2,1}^{2}&=-{\frac {1}{2}}\sin \theta \left(1+\cos \theta \right)\\[6pt]d_{2,0}^{2}&={\sqrt {\frac {3}{8}}}\sin ^{2}\theta \\[6pt]d_{2,-1}^{2}&=-{\frac {1}{2}}\sin \theta \left(1-\cos \theta \right)\\[6pt]d_{2,-2}^{2}&={\frac {1}{4}}\left(1-\cos \theta \right)^{2}\\[6pt]d_{1,1}^{2}&={\frac {1}{2}}\left(2\cos ^{2}\theta +\cos \theta -1\right)\\[6pt]d_{1,0}^{2}&=-{\sqrt {\frac {3}{8}}}\sin 2\theta \\[6pt]d_{1,-1}^{2}&={\frac {1}{2}}\left(-2\cos ^{2}\theta +\cos \theta +1\right)\\[6pt]d_{0,0}^{2}&={\frac {1}{2}}\left(3\cos ^{2}\theta -1\right)\end{aligned}}}
ウィグナーのd行列の下付き添字の交換については、以下の関係式がなりたつ。
{\displaystyle d_{m',m}^{j}=(-1)^{m-m'}d_{m,m'}^{j}=d_{-m,-m'}^{j}}

## 対称性と特殊例
{\displaystyle {\begin{aligned}d_{m',m}^{j}(\pi )&=(-1)^{j-m}\delta _{m',-m}\\[6pt]d_{m',m}^{j}(\pi -\beta )&=(-1)^{j+m'}d_{m',-m}^{j}(\beta )\\[6pt]d_{m',m}^{j}(\pi +\beta )&=(-1)^{j-m}d_{m',-m}^{j}(\beta )\\[6pt]d_{m',m}^{j}(2\pi +\beta )&=(-1)^{2j}d_{m',m}^{j}(\beta )\\[6pt]d_{m',m}^{j}(-\beta )&=d_{m,m'}^{j}(\beta )=(-1)^{m'-m}d_{m',m}^{j}(\beta )\end{aligned}}}